# Monochaetum pauciflorum
Monochaetum pauciflorum är en tvåhjärtbladig växtart som beskrevs av José Jéronimo Triana. Monochaetum pauciflorum ingår i släktet Monochaetum och familjen Melastomataceae. Inga underarter finns listade i Catalogue of Life.